# Shaken baby syndrom
Shaken baby syndrom forekommer, hvis et spædbarn er blevet voldsomt rystet, og det derved har fået revet mange, små blodårer over. Der er stor risiko for, at barnet kan dø, og i cirka 70 % af tilfældene medfører ruskevold følgesygdommme som epilepsi, blindhed eller varige hjerneskader.